# Ante Trumbić

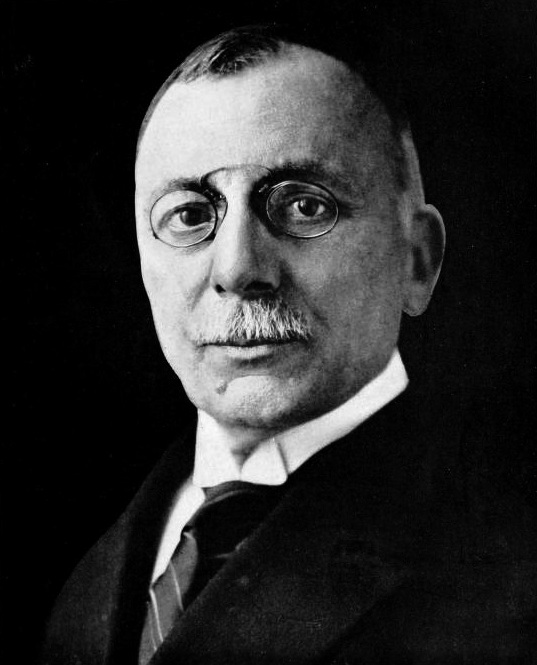
Ante Trumbić (um 1919)

Ante Trumbić [ˈaːntɛ ˈtruːmbitɕ] (* 17. Mai 1864 in Split, Kaisertum Österreich; † 17. November 1938 in Zagreb) war ein kroatischer Politiker in Österreich-Ungarn, im SHS-Staat und in Jugoslawien. Bis zum Ausbruch des Ersten Weltkriegs trat er für die Vereinigung der kroatischen Länder innerhalb der Donaumonarchie ein. 1915 gründete er im Pariser Exil das Jugoslawische Komitee, das die Gründung eines gemeinsamen Staats von Serben, Kroaten und Slowenen anstrebte. In der ersten Regierung des SHS-Staats war er Außenminister. Seit 1921 war er in der Opposition. In seinen letzten Lebensjahren war Trumbić ein erklärter Gegner der Königsdiktatur unter Alexander I.

## Leben
1864 geboren im dalmatinischen Split, besuchte Ante Trumbić das Gymnasium seiner Heimatstadt, um nach der Matura in Zagreb, Wien und Graz Rechtswissenschaften zu studieren. 1890 schloss er sein Studium in Graz mit der Promotion ab. Seit 1894 hatte er in Split eine Rechtsanwaltskanzlei.
Trumbić schloss sich in Dalmatien der kroatischen Partei des Rechts an, die für die nationalen Rechte der Kroaten eintrat. In Dalmatien wurde die Politik zu jener Zeit noch immer von einer schmalen Schicht des italienischsprachigen Bürgertums dominiert, obwohl die Italiener nur eine kleine Minderheit im Land waren. Dies war möglich, weil ein restriktives Wahlrecht für den dalmatinischen Landtag die begüterten Klassen stark bevorzugte.
Trumbić wurde in den Landtag gewählt und 1897 durch den Landtag als einer der dalmatinischen Abgeordneten in den österreichischen Reichsrat gewählt. Er setzte sich im Parlament für eine umfassende Staats- und Verfassungsreform ein, durch die die slawischen Völker der Donaumonarchie den Deutschen und Ungarn gleichgestellt werden sollten. Am wichtigsten war ihm dabei die Forderung nach einer Vereinigung der kroatischen Länder Dalmatien und Istrien, die zur österreichischen Reichshälfte gehörten, mit Kroatien-Slawonien, das der ungarischen Stephanskrone unterstellt war. Trumbić war zunächst gegen die Herauslösung der kroatischen Länder aus der Doppelmonarchie und ihre Vereinigung mit Serbien. 1905 wurde Ante Trumbić Bürgermeister seiner Heimatstadt Split. Im selben Jahr war er einer der Mitinitiatoren der Kroatisch-Serbischen Koalition, einem in Kroatien-Slawonien und Dalmatien tätigen Bündnis kroatischer und serbischer Parteien, das durch taktische Anlehnung an die nationale ungarische Opposition, eine politische Aufwertung der Südslawen in der Donaumonarchie anstrebte.
Als 1914 der österreichische Thronfolger Franz Ferdinand in Sarajevo einem Attentat serbischer Terroristen zum Opfer fiel, durch das wenig später der Erste Weltkrieg ausgelöst wurde, begab sich Trumbić ins Exil nach Italien. Er hatte erkannt, dass eine politische Besserstellung für die Südslawen innerhalb Österreich-Ungarns nicht mehr möglich war, weil nun den Slawen feindlich gesinnte Politiker und Militärs den öffentlichen Diskurs bestimmten. Im Exil knüpfte er Kontakte zu serbischen, kroatischen und slowenischen Politikern, die nach dem Krieg und dem erwarteten Zerfall der Habsburgermonarchie einen gemeinsamen Staat der Südslawen errichten wollten. In Italien erfuhr er von serbischen Diplomaten, dass die Belgrader Regierung den geplanten neuen Staat als erweitertes Serbien sah und auch die Italiener diese Vorstellung unterstützten, weil sie hauptsächlich slowenisch und kroatisch besiedelte Gebiete (Görz, Istrien, Dalmatien) für sich beanspruchten.

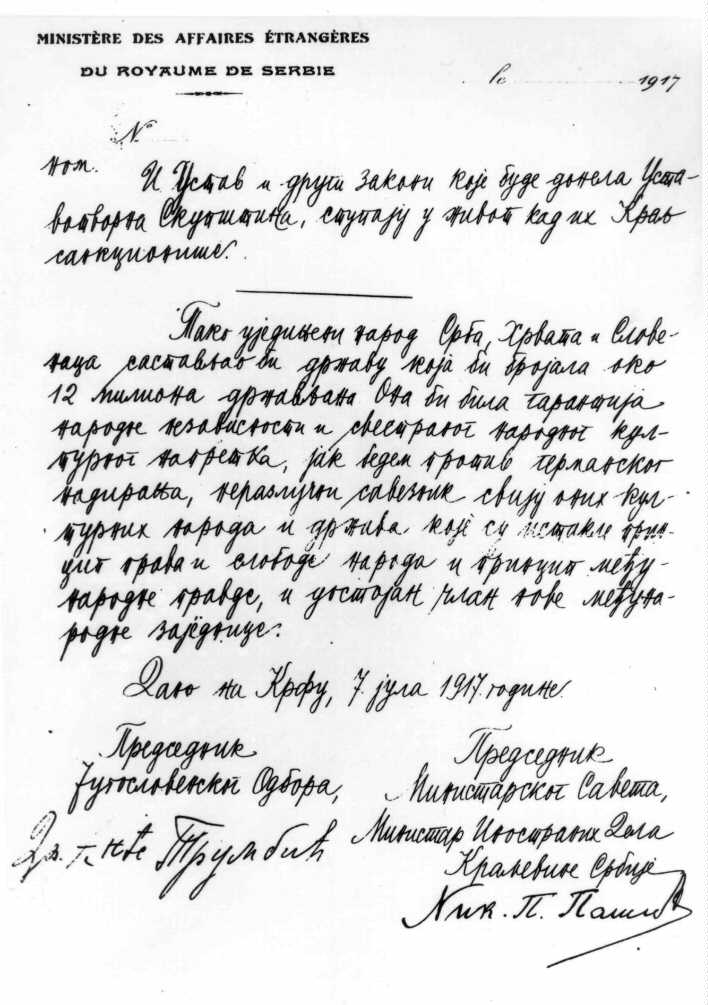
Deklaration von Korfu mit Trumbićs Signatur in kyrillischer Schrift

Trumbić wandte sich deshalb nach Paris, wo er mit Frano Supilo, Ivan Meštrović, Nikola Stojanović, Dusan Vasiljević und anderen südslawischen Emigranten am 1. Mai 1915 das Jugoslawische Komitee (Jugoslovanski Odbor) begründete. Diese Vereinigung nahm in London ihren Sitz und versuchte die territorialen Interessen der Monarchieslawen gegenüber den Entente-Mächten zu vertreten. Außerdem verhandelte sie mit den Serben über die Gestalt des künftigen gemeinsamen Staates. Seit der feindlichen Besetzung ganz Serbiens im Spätherbst 1915 war die Verhandlungsposition der Regierung Pašić, die sich mittlerweile auf Korfu befand, geschwächt. So konnten Trumbić und seine Mitstreiter sie im Juli 1917 zur Verabschiedung der Deklaration von Korfu bewegen, in der einige Grundlagen für das gemeinsame Staatswesen festgeschrieben wurden.
Nachdem am 1. Dezember 1918 das Königreich der Serben, Kroaten und Slowenen proklamiert worden war, trat Trumbić in die  Regierung des neuen Staates ein und wurde dessen erster Außenminister. In dieser Funktion vertrat er sein Land zusammen mit Nikola Pašić und anderen auf der Pariser Friedenskonferenz. Innerhalb der südslawischen Delegation gab es Unstimmigkeiten über die zu stellenden territorialen Forderungen und nicht zuletzt auch über die damit in Verbindung stehenden Prinzipien für eine europäische Friedensordnung. Trumbićs Mitarbeiter Josip Smodlaka erinnerte sich später, dass Pašić vor allem mit so genannten historischen Rechten Serbiens argumentierte und auch Gebiete forderte, in denen kaum Südslawen lebten, sich aber weniger für den territorialen Konflikt mit Italien interessierte, der vor allem Slowenen und Kroaten betraf. Trumbić habe sich dagegen an den 14 Punkten des amerikanischen Präsidenten Woodrow Wilson orientiert und sich gegen gewaltsam gezogene Grenzen ausgesprochen. Am Ende musste der SHS-Staat Istrien, Görz und Zadar den Italiener überlassen und im November 1920 trat Trumbić nach Abschluss des Vertrags von Rapallo von seinem Ministeramt zurück.
In den verbleibenden Lebensjahren stand Trumbić nicht mehr in der ersten politischen Reihe. Er engagierte sich aber für die Rechte der Kroaten im immer deutlicher serbisch dominierten SHS-Staat. Als König Alexander I. 1929 die Verfassung außer Kraft setzte und ein diktatorisches Regime errichtete, verurteilte Trumbić dies öffentlich und äußerte sein Bedauern über den Zerfall der Donaumonarchie, in der die Rechte der Nationalitäten besser geschützt gewesen seien als im Königreich Jugoslawien.
1924 verlieh seine Heimatstadt Split Trumbić die Ehrenbürgerwürde.

## Schriften
- Programni govor Ante Trumbića ... izrečen u 1. sjednici obćinskoga vieća dne 13. veljače 1906 (Die Programmrede des Bürgermeisters von Spalato am 13. Februar 1906 im Gemeinderat, 1906)
- To the British Nation and Parliament (Im Namen des Jugoslawischen Komitees, 1917)
- Problemi hrvatsko-srpskih odnosa (Probleme der kroatisch-serbischen Beziehungen)
- Iz mojih političkih uspomena. Suton Austro-Ugarske i Riječka rezolucija (Aus meinen politischen Erinnerungen. Abenddämmerung Österreich-Ungarns und die Resolution von Fiume, 1936)
- Izabrani politički spisi, ausgewählt und herausgegeben von Ivo Petrinović. Zagreb 1998.